# Monsaraz
Monsaraz is een freguesia in de gemeente Reguengos de Monsaraz. Het gebied heeft een oppervlakte van 88.25 km² en telde 977 inwoners in 2001. Dit vestingstadje ligt in de Alto Alentejo, op een hoogte van 350 m aan de Rio Guadiana.

## Geschiedenis
In 1167 werd deze plaats, waar ook een kasteel lag, veroverd door de Portugezen onder leiding van generaal Geraldo Geraldes. Hij gaf het aan de Orde van de Tempeliers. In 1232 werd het definitief veroverd door Sancho II van Portugal, met de hulp van de Tempeliers.

## Bezienswaardigheden
Monsaraz is een van de best bewaarde historische plaatsen in de Alentejo. Er is een stadsmuur en er zijn vele historische gebouwen.

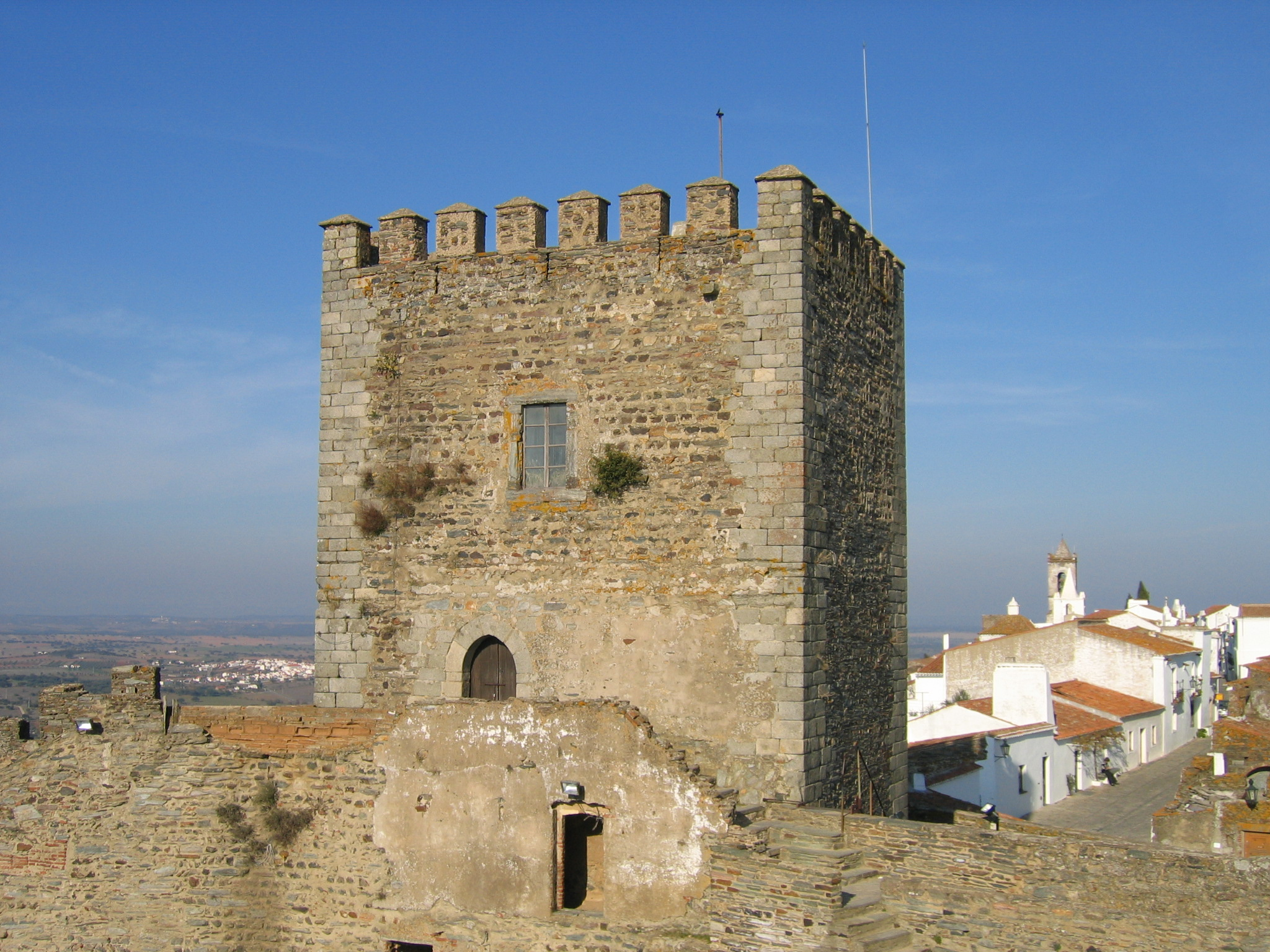
De toren en stadsmuur van Monsaraz